# Spigelia paraguayensis
Spigelia paraguayensis là một loài thực vật có hoa trong họ Mã tiền. Loài này được Chodat miêu tả khoa học đầu tiên năm 1901.